# Rágla
Rágla (románul Ragla) falu Romániában, Erdélyben, Beszterce-Naszód megyében.

## Fekvése
Besztercétől délkeletre fekvő, Kisdemeterhez tartozó település.

## Története
Rágla nevét 1319-ben említette először oklevél Radla néven.
Későbbi névváltozatai:
1323-ban és 1587-ben Radla, 1733-ban Ráglya, 1750-ben Ragla, 1808-ban Ráglya h., Rageldorf g., Reglá vel Roglá val, 1861-ben Rágyla, 1888-ban Rágla, 1913-ban Rágla.
Rágla a Kácsik nemzetség birtoka volt, sorsa Barlával közös. Egykor a Sajói uradalom faluja volt.
A trianoni békeszerződés előtt Beszterce-Naszód vármegye Jádi járásához tartozott.